# Nîzove, Krasnohvardiiske
Nîzove (în ucraineană Низове) este un sat în comuna Kolodeazne din raionul Krasnohvardiiske, Republica Autonomă Crimeea, Ucraina.

## Demografie
Componența lingvistică a localității Nîzove
     Rusă (75%)
     Ucraineană (20,83%)
     Tătară crimeeană (4,17%)
Conform recensământului din 2001, majoritatea populației localității Nîzove era vorbitoare de rusă (75%), existând în minoritate și vorbitori de ucraineană (20,83%) și tătară crimeeană (4,17%).